# Cycais gracilis
Cycais gracilis là một loài nhện trong họ Corinnidae.
Loài này thuộc chi Cycais. Cycais gracilis được Ferdinand Karsch miêu tả năm 1879.